# Blackbolbus inconsuetus
Blackbolbus inconsuetus là một loài bọ cánh cứng trong họ Geotrupidae. Loài này được Lea miêu tả khoa học năm 1915.